# Miljenko Brlečić
Miljenko Brlečić (Zlatar Bistrica, 4. srpnja 1950.) je hrvatski kazališni, televizijski i filmski glumac, redatelj i producent.

## Filmografija

### Kazališne uloge
- Franjo Frula/majstori, glumačka družina (William Shakespeare, 'San ljetne noći'), HNK Zagreb / Dubrovačke ljetne igre / Národní divadlo Praha
- Alfred (Tom Stoppard, 'Rosencrantz i Guildernstern su mrtvi'), Teatar ITD / Atelje 212 / Dubrovačke ljetne igre
- Satir Divjak (Ivan Gundulić, 'Prikazivanje Dubravke ljeta gospodnjega MCMLXXIII'), KMD Dubrovnik / Sterijino pozorje-nagrađena predstava / televizijska ekranizacija RTZ
- Ivan Sabljak (Janko Polić Kamov, 'Orgije monaha'), KMD Dubrovnik
- Zaharia Moiron (Mihail Bulgakov, 'Gospodin de Moliere') Teatar ITD / Atelje 212 / Splitsko ljeto
- Don Roland (Oscar Vladislas de Lubiscz Milozs, 'Rubezahl'), Teatar ITD
- Rabensteiner (Franz Kafka/Peter Weiss, 'Proces'), Teatar ITD
- Wally (Edward Bond, '"Bingo" / Prizori o smrti i novcu'), Teatar ITD / Splitsko ljeto
- Princ Felix Yousupov (Tomislav Durbešić, 'Raspučin/Va banque'), Teatar ITD
- Pavel zvan "Dugi" (Tomislav Durbešić, 'Tako ti je to moj Dimitrije...'), HNK Zagreb
- Vlaho (Marin Držić, 'Dundo Maroje'), HNK Zagreb / Sterijino pozorje – nagrađena predstava / Teatrul National Bucuresti / Teatrul National Timisoara / Leningrad / Moskva / Beograd / Teatro Stabile Trieste / Ljubljana / Maribor / HNK Osijek / HNK Split / HNK Rijeka / televijska adaptacija RTZ (1983.)
- Bale (Dušan Jovanović, 'Oslobođenje Skoplja'), Sterijino pozorje-nagrađena predstava / The Zagreb Theatre Company / Australian tour / Made for TV movie Australian television / American tour-New York (Off-Broadway's Highest Honor) / Obie Theater Award,[1]
- Abraham Slender (William Shakespeare, 'Vesele žene Windsorske'), HNK Zagreb
- Jurica Ivandić-Bikan (Mirko Božić, 'Kurlani') HNK Zagreb,
- Kupido (Ivan Bakmaz, 'Kupido'), HNK Zagreb / Festival Gorizia / Dramsko kazalište Gavella / Splitsko ljeto
- Režiser (Pavao Pavličić, 'Kazališni život ili smrt'), HNK Zagreb / televizijska adaptacija RTZ
- Luka (Vlaho Stulli, 'Kate Kapuralica'), HNK Zagreb NKZ / Dramsko kazalište Gavella
- Prebeg (Tomislav Bakarić, 'Mora'), HNK Zagreb / Festival Gorizia / HNK Split / HNK Rijeka / Sterijino pozorje
- Spizzi (Luigi Pirandello, 'Gorski divovi'), HNK Zagreb
- Predsjednik općine (Boris Senker, 'Brod'), Kazališna družina Brod / Lošinjsko ljeto / televizijska adaptacija HRT
- Pavel Aleksandrić Mozgljakov (Fjodor Mihajlovič Dostojevski, 'Ujakov san'), HNK Zagreb NKZ / HNK I.pl Zajc Rijeka / Kazalište Subotica / televizijska adaptacija RTZ
- Tajnik (Vaclav Havel, 'Asanacija'), HNK Zagreb
- Ernest Handke (Ivo Brešan, 'Nihilist iz Vele Mlake'), HNK Zagreb,
- Juda (Franić Vodarić Cresanin, 'Muka/Passio'), Mali Lošinj (JAK-I.pl Zajc, HNK Rijeka) / televizijska adaptacija HRT
- Mefisto Lakrdijaš (Johann Wolfgang von Goethe, 'Faust'), HNK Zagreb

### Televizijske serije
- "Bibin svijet" kao Hrvoje Pilić (2006.)
- "Komedijice" kao Tomislav, arhitekt i Rudi Schwartz (1997.)
- "San bez granica" (1991.)
- "Tuđinac" kao Đono pl. Sadi (1990.)
- "Vuk Karadžić" kao Ivan Mažuranić (1988.)
- "Putovanje u Vučjak" kao Sabljar (1986. – 1987.)
- "Hrvatski narodni preporod" kao Glumac (1985.)
- "Nepokoreni grad" kao Žuti (1982.)
- "Svetozar Marković" kao Yurodivi (1981.)
- "Nikola Tesla" kao Julius Czito (1977.)
- "Muka svete Margarite" kao Đak/Klerik (1975.)
- "U registraturi" (1974.)
- "Vrijeme za bajku" kao Ivanuška (1974.)

### Filmovi
- "Za ona dobra stara vremena" kao Butra (2018.)
- "Frankenstein" kao Profesor (2015.)
- "Glembajevi" kao Dr.theol. Alojzije Silberbrandt (2014.)
- "Pušiona" kao akademski slikar (2012.)
- "Neka ostane među nama" kao Dr. Škegro (2010.); Label Europa Cinemas nagrađeni film, Karlovy Vary International Film Festival 2010[2] / Zlatna Arena nagrađeni film, Pula fIlm festival 2011.[3]
- "Blaženi Augustin Kazotić" kao narator (2008.)
- "Umorstvo na ćirilici/Duga ponoć" kao šef Genexa u Frankfurtu / Vijenac / Klasici na ekranu / producent, redatelj (2004.)[4][5]
- "Brod" kao predsjednik općine (2002.)
- "Veliko spremanje" kao Branko (2000.)
- "Ispovijed koju niste zavrijedili" kao profesor filozofije (1999.)
- "Nazarećanin" kao glumac (1999.)
- "Muka" kao Juda / producent (1994.)
- "Vrijeme za..." kao svećenik (1993.)
- "Roktanje intelektulanih krmača ili Europa danas" (1993.)
- "Pjevajmo pjesme, govorimo balade" (1993.)
- "Sokak triju ruža" kao svećenik (1992.)
- "Slavlje bozićne noći" (1992.)
- "Dioskuri" kao ubojica (1991.)
- "Tinu za stotu" / producent (1991.)
- "Pieta" / producent  (1991.)
- "Međugorje" / producent (1990.)
- "Razbijena vaza" kao arheolog (1990.)
- "Đavolji raj" kao Ostoja (1989.); Tokyo Grand Prix Award nagrađeni film / Tokyo International Film Festival 1989[6]
- "Rasprodaja" kao tajnik (1988.)
- "Predvečerje puno skepse" kao glumac (1988.)
- "Rasprodaja" kao tajnik (1988.)
- "Svila, škare" kao pjesnik Ljubiša (1987.)
- "Ujakov san" kao Pavel Aleksandric Mozgljakov (1987.)
- "Konac komedije" kao Stanković (1986.); Svjetska antologija televizije 1968. do 1988.[7] / prava otkupljena za Universal Studios LA
- "Horvatov izbor" kao Sabljar (1985.)
- "Chopin" kao Chopin (1984.)
- "Kvit posao" (1983.)
- "Dundo Maroje" kao Vlaho (1983.)
- "Oslobođenje Skoplja" kao Bale; Australian Television Network nagrađeni film (1981.)
- "Samo jednom se ljubi" kao Doktor; Cannes film festival 1981.[8] / Festival Valencija nagrađeni film (1981.)[9]
- "Kazališni život ili smrt" kao režiser (1981.)
- "Luda kuća" kao ilegalac (1980.)
- "Put u Kumrovec" (1980.)
- "Ivanjska noć" kao Đuka Malavić (1980.)
- "Svetozar Marković" kao Yurodivi (1980.)
- "Tomo Bakran" kao Dr. Walter; TV festival Portorož nagrađeni film (1978.)
- "Ispit zrelosti" kao Šimun Mužina (1978.)
- "Bombaški proces" kao student menjševik (1977.)
- "Michelangelo Buonaroti" kao urotnik (1977.)
- "Noćna skela" (1976.)
- "Knez" kao Knez (1976.)
- "Zec" kao desetnik / Ivan Kuzman (1975.)
- "Knez" kao Knez (1975.)
- "Prikazivanje Dubravke ljeta gospodnjega MCMLXXIII" kao Satir Divjak (1975.)
- "Timon" (1973.)
- "Balade Petrice Kerempuha" (1971.)
- "Gravitacija ili fantastična mladost činovnika Borisa Horvata" kao Tomislav Horvat (1968.) / FIPRESCI Prize nagrađeni film, Berlin International Film Festival-Forum of New Cinema 1969.[10]

## Vanjske poveznice
- Miljenko Brlečić u internetskoj bazi filmova IMDb-u (engl.)
- Stranica na HNK.hr  Arhivirana inačica izvorne stranice od 22. ožujka 2010. (Wayback Machine)
- [neaktivna poveznica]

1. ↑  Obie Award – 1983 | Winners & Nominees. Pristupljeno 4. studenoga 2018. journal zahtijeva |journal= (pomoć)
2. ↑  Karlovy Vary International Film Festival (2010). Pristupljeno 6. siječnja 2019. journal zahtijeva |journal= (pomoć)
3. ↑  Neka ostane medju nama. Pristupljeno 20. siječnja 2019.
4. ↑  Vijenac – Šoljan na malom ekranu. Inačica izvorne stranice arhivirana 21. siječnja 2019. Pristupljeno 20. siječnja 2019.
5. ↑  DOT-STUDIO.hr. Klasici na ekranu. Pristupljeno 3. veljače 2019. journal zahtijeva |journal= (pomoć)
6. ↑  Tokyo International FIlm Festival 1989
7. ↑  RTS, Radio televizija Srbije, Radio Television of Serbia. Trezor. Pristupljeno 20. siječnja 2019. journal zahtijeva |journal= (pomoć)CS1 održavanje: više imena: authors list (link)
8. ↑  Cannes film festival offical site
9. ↑  Biography ›› Rajko Grlić, film director. Pristupljeno 20. siječnja 2019. journal zahtijeva |journal= (pomoć)
10. ↑  Gravitacija ili fantasticna mladost cinovnika Borisa Horvata. Pristupljeno 24. veljače 2019.